# Howard C. Shober
Howard Clayton Shober (* 24. Dezember 1859 in Tipton, Cedar County, Iowa; † 29. April 1956 in Huron, South Dakota) war ein US-amerikanischer Politiker. Zwischen 1907 und 1911 war er Vizegouverneur des Bundesstaates South Dakota.

## Werdegang
Howard Shober wuchs auf einer Farm auf und arbeitete nach seiner eigenen Schulzeit für einige Zeit als Lehrer. Später zog er nach South Dakota, wo er in Highmore und dann in Huron lebte. Er stieg in das Zeitungsgeschäft ein und war dort als Herausgeber sowie als Verleger tätig. Gleichzeitig schlug er als Mitglied der Republikanischen Partei eine politische Laufbahn ein. In den Jahren 1905 und 1906 saß er im Senat von South Dakota.
1906 wurde Shober an der Seite von Coe I. Crawford zum Vizegouverneur von South Dakota gewählt. Dieses Amt bekleidete er nach einer Wiederwahl zwischen 1907 und 1911. Dabei war er Stellvertreter des Gouverneurs und Vorsitzender des Staatssenats. Seit 1909 diente er unter dem neuen Gouverneur Robert S. Vessey. Im Jahr 1916 war er Ersatzdelegierter zur Republican National Convention. Ansonsten ist er politisch nicht mehr in Erscheinung getreten. Er starb am 29. April 1956 in Huron.